# Браунс Појнт (Вашингтон)
Браунс Појнт (енгл. Browns Point) насељено је место без административног статуса у америчкој савезној држави Вашингтон.

## Демографија
По попису из 2010. године број становника је 1.198.
| Група             | 2000.    | 2010.         |
| Белци             | 0 (0,0%) | 1.025 (85,6%) |
| Афроамериканци    | 0 (0,0%) | 18 (1,5%)     |
| Азијати           | 0 (0,0%) | 36 (3,0%)     |
| Хиспаноамериканци | 0 (0,0%) | 49 (4,1%)     |
| Укупно            | 0        | 1.198         |